# Tukalan
Il Tukalan (in russo Тукалан?) è un fiume della Siberia Orientale, affluente di sinistra del Kotuj (ramo sorgentizio della Chatanga). Scorre nel Territorio di Krasnojarsk, in Russia.
Il fiume ha origine alle pendici orientali dell'Altopiano Putorana da un lago senza nome e scorre in direzione orientale. La lunghezza del fiume è di 270 km, l'area del bacino è di 8 160 km². Il suo maggiore affluente, da destra, è il Sumna (lungo 135 km). 